# Attalea brasiliensis
Attalea brasiliensis är en enhjärtbladig växtart som beskrevs av Sidney Frederick Glassman. Attalea brasiliensis ingår i släktet Attalea och familjen Arecaceae. Inga underarter finns listade i Catalogue of Life.